# Yan Liben
Yan Liben (chinois traditionnel : 閻立本 ; pinyin : Yán Lìběn ; litt. « Yen Li-pen ») (vers 600-673), dont le nom officiel est Baron Wenzhen de Boling (博陵文貞男), était un peintre chinois  et un  fonctionnaire du gouvernement au début de la Dynastie Tang.
Parmi ses œuvres notoires, on peut citer  le Manuscrit des treize Empereurs, l'Assemblage de textes classiques de la dynastie Qi du Nord ainsi que le Buniantu. Il a également réalisé les portraits du Temple Lingyan (靈巖寺) sous le règne de l'Empereur Tang Taizong, commandés en 643 pour commémorer les 24 plus grands contributeurs au règne de l'empereur Taizong, ainsi que 18 portraits commémorant les 18 grands savants qui ont servi l'empereur, quand il était le prince de Qin. Les œuvres de Yan Liben comprennent des portraits de nombreux empereurs chinois de la dynastie Han (202 av-J.C. -220) jusqu'à la dynastie Sui (581-618).
De 669 à 673, Yan Liben fut également chancelier de la dynastie Tang sous le règne du fils de l'Empereur Taizong, l'Empereurr Gaozong (649-683).

## Biographie
On ignore l'année exacte de la naissance de Yan Liben. Ses ancêtres venaient initialement de Mayi (馬邑, dans la ville actuelle de Shuozhou, province de Shanxi), mais ils déménagèrent vers la région du Guanzhong plusieurs générations avant la naissance de Yan Liben. Son père, Yan Pi (閻毘, 563-613), fut le directeur adjoint des affaires du Palais sous la Dynastie Sui et aussi peintre.
Yan Liben et son frère aîné, Yan Lide (阎立德), furent élevés à la capitale et apprirent la peinture par leur père. Ils étaient connus pour leurs talents en matière d'architecture et pour leurs services rendus au gouvernement impérial dans ce domaine.

### Sous le règne de l'empereur Taizong

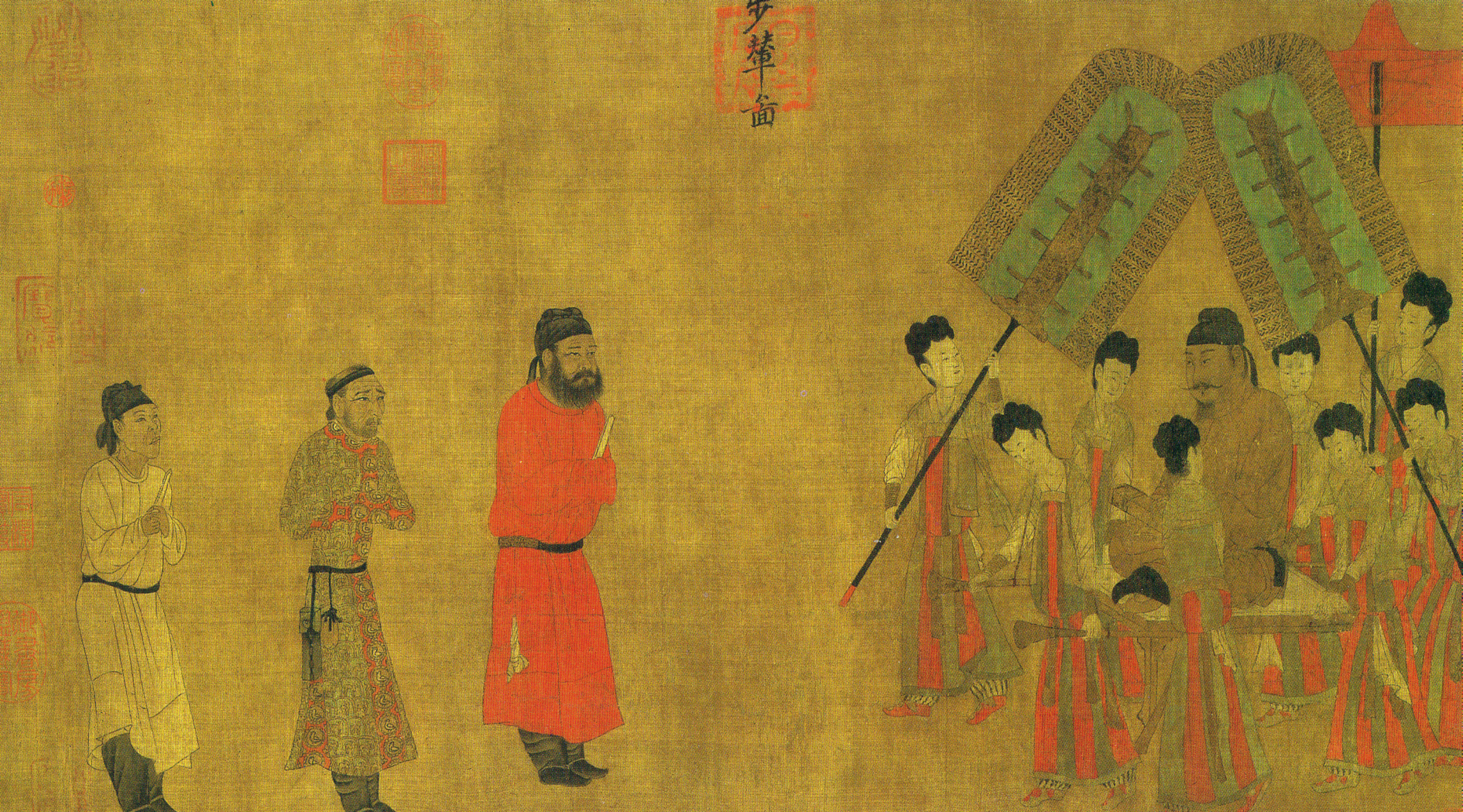
Peinture de Yan Liben représentant l'empereur Taizong accordant une audience à Mgar stong-btsan yul-srung, ambassadeur du Tibet.

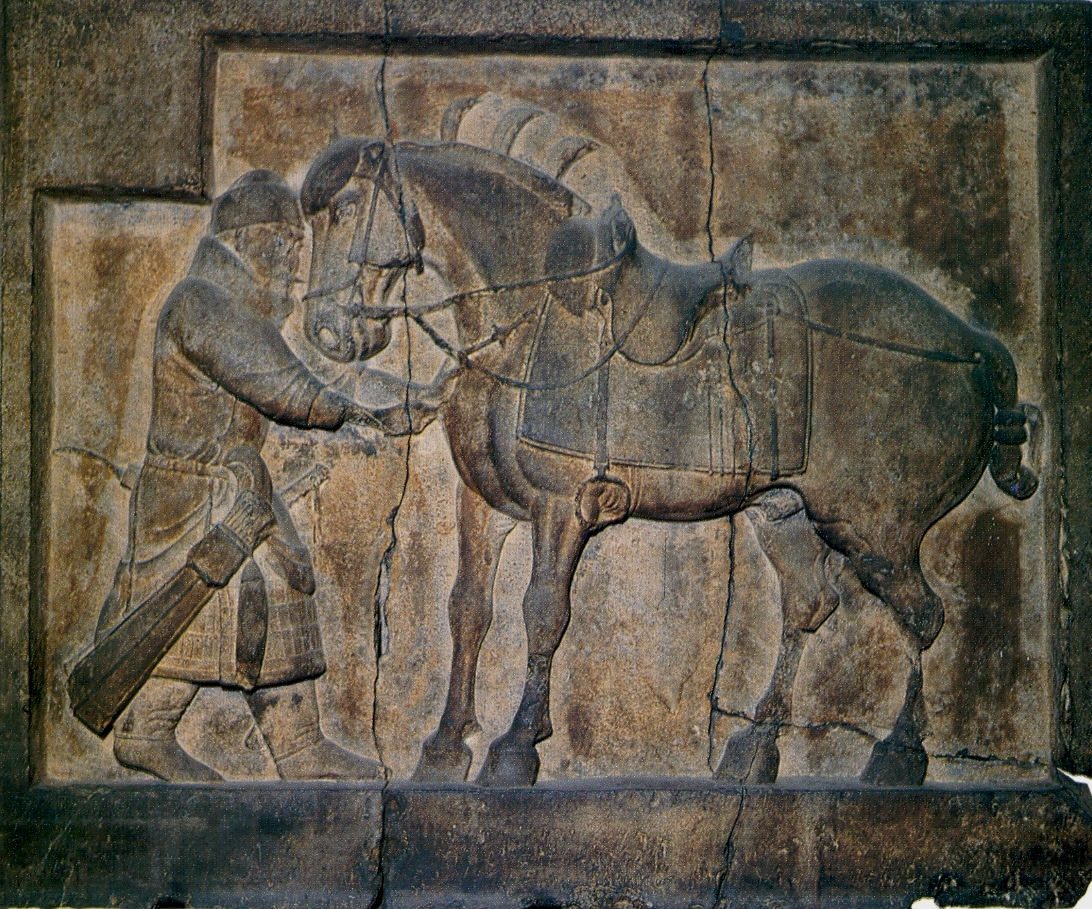
Portrait d'un cheval favori de Taizong, équipé d'une selle et d'étriers. Un général lui retire une flèche. Bas-relief, tombe de l'empereur Taizong d'après une peinture (perdue) de Yan Liben

Bien que Yan Liben ait au départ été réputé pour ses projets de travaux publics, il est peu à peu devenu particulièrement connu pour ses talents artistiques. C'est pour cette raison que l'Empereur Taizong, le deuxième empereur de la dynastie des Tang, a demandé à Yan Liben de peindre les 24 portraits commémorant les grandes personnalités ayant soutenu l'empereur ainsi que les 18 grands savants qui avaient servi sous ses ordres lorsqu'il était le prince de Qin.
Ce même empereur lui commanda le portrait de ses chevaux préférés, probablement sur un rouleau horizontal en une succession de figures isolées, suivant les codes en usages. D'après cette peinture il fit réaliser six bas-reliefs, « dont l'apparente simplicité s'allie à une observation fine des corps, traités selon un style naturaliste rare dans l'art chinois [car] il s'agit d'abord, pour l'artiste, de rendre éminemment présent l'être - en l'occurrence, un animal - et l'esprit qui l'anime. »
C'est également sous le règne de l'empereur Taizong que  l'artiste a peint le rouleau des Treize empereurs du passé (Lidaidiwangtu 歷代帝王圖). Ce rouleau aurait été commandé par l'empereur, désireux de préparer son fils à son futur rôle de souverain. En effet, le peintre y représente, à travers les exemples d'empereurs ayant régné avant les Tang, ce qu'il faut ou ne faut pas faire en tant que souverain. En haut à droite de chaque empereur se trouve leur nom (pour les six premiers) et le nom, le nom civile et les dates du règnes (pour les sept derniers). Les personnages sont divisés en deux groupes. Les cinq premiers portent le même costume, dont dans la même position, et sont surplombés de la même formule. Ce groupe témoigne de la recherche dans le modelé et les volumes du corps et du visage. Le second groupe, à partir de la bande plus claire (due à la restauration de 1972), est marquée par une composition plus riche, et une volonté de recherche dans les poses et les vêtements. La composition est assez claire, et met en avant les caractéristiques de la peinture de personnage de l'époque. La ligne est dynamique et recherche la variété.
Bien que l'aristocratie chinoise considérait la peinture comme passe-temps acceptable, la profession de peintre n'était pas hautement considérée. À l'occasion, alors que l'empereur Taizong naviguait sur un bateau avec ses disciples sur l'étang impérial, il vit des oiseaux qui volaient et il demanda à ses savants d'écrire des poèmes au louange de cette scène. Il a ensuite convoqué Yan Liben pour peindre la scène. Celui-ci était déjà à l'époque un fonctionnaire de niveau intermédiaire dans l'administration, mais lorsque les agents impériaux annonçaient Yan Liben, ils l'appelaient: « le peintre impérial ». Liben était honteux d'être connu seulement comme peintre, et il dit son fils: « J'ai bien étudié quand j'étais jeune, et j'ai eu la chance d'avoir évité d'être écarté du service officiel et d'être reconnu pour mes capacités. Cependant, maintenant, je ne suis connu que pour mes talents de peintre, et je finis par servir comme un serviteur. C'est honteux. N'apprends pas ce métier ».
Même après avoir reçu un rôle important au sein du gouvernement l’empereur lui commande régulièrement des peintures. Ce patronage impérial a certainement grandement influencé la production de Yan Liben durant sa carrière de peintre.

### Sous le règne de l'Empereur Gaozong
Durant l'ère Xianqing (656-661) sous le règne du fils de l'Empereur Taizong, l'Empereur Gaozong, Yan Liben servit comme architecte impérial. Plus tard, il succéda à son frère Yan Lide comme Ministre des Travaux Publics (工部尚書, Gongbu Shangshu). Au début de l'année 669, il devint You Xiang (右相), le chef du bureau d'investigation du gouvernement (西臺, Xi Tai), un poste qui lui donna le rang de Chancelier. L'Empereur Gaozong lui  accorda le titre de Baron de Boling.
En 670, Yan Liben est devenu officiellement le chef du Bureau Législatif, avec le titre de Zhongshu Ling (中书令).
Il mourut en 673.

## Galerie

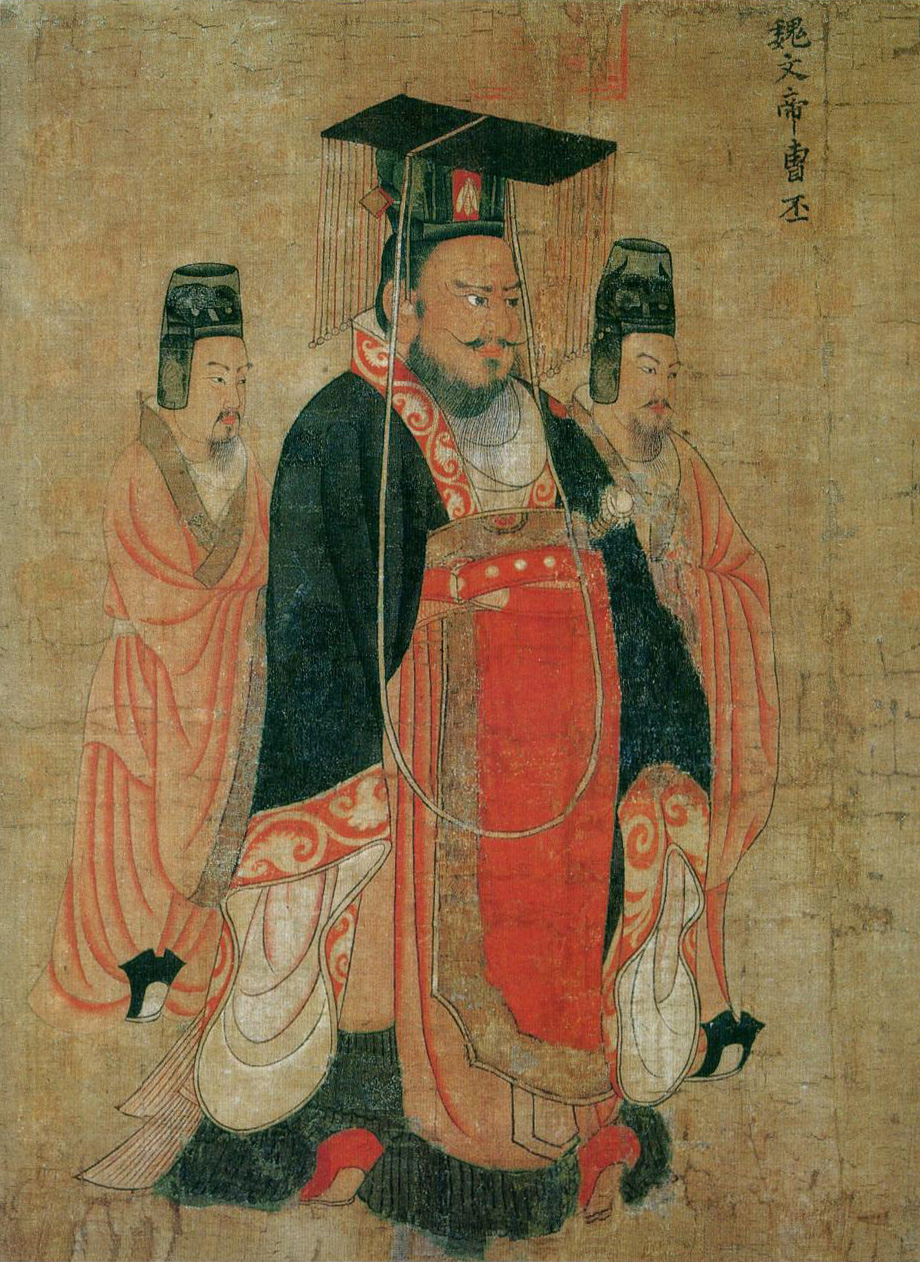
Empereur Wen du Royaume de Wei
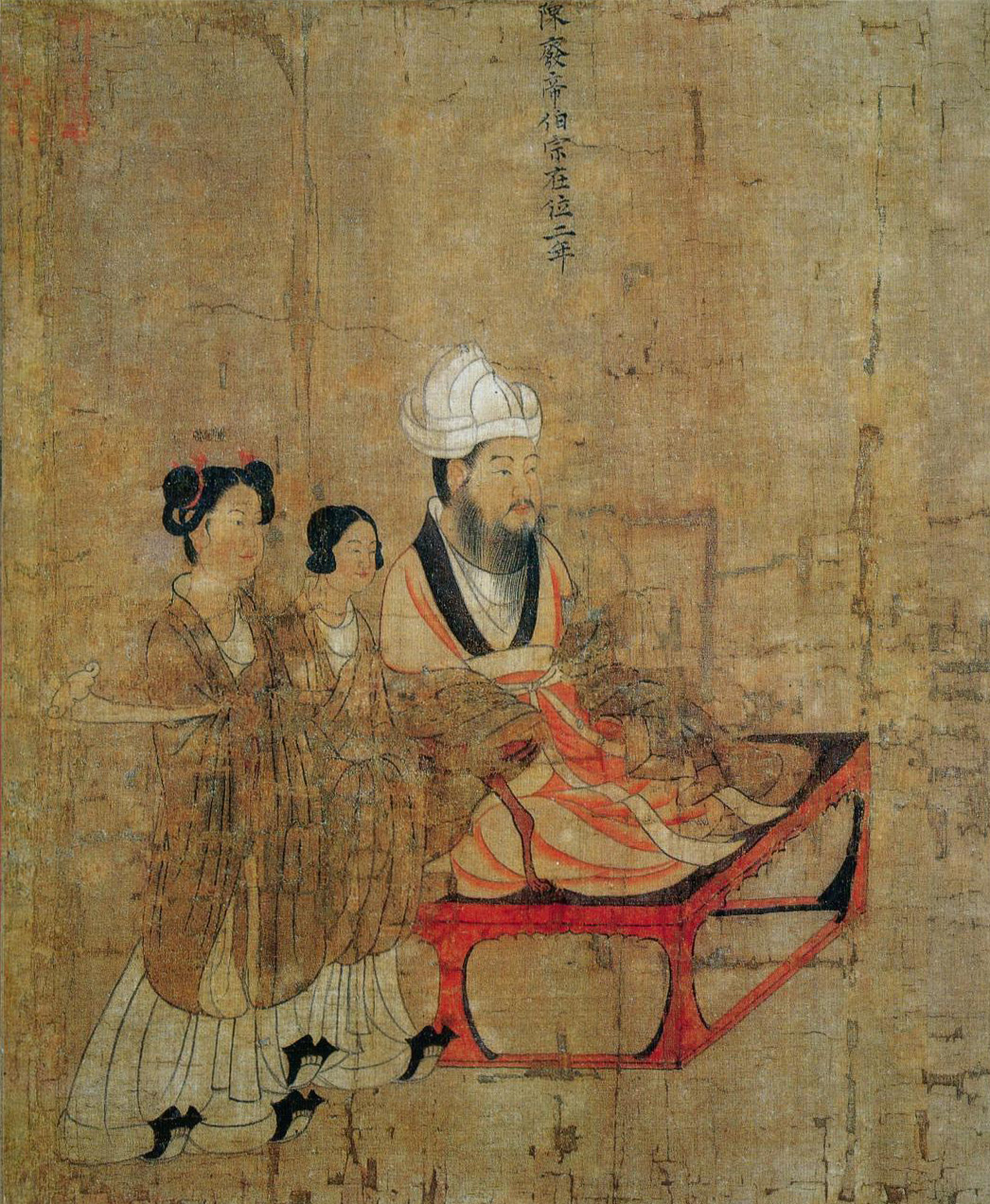
Empereur Feidi de la Dynastie Chen
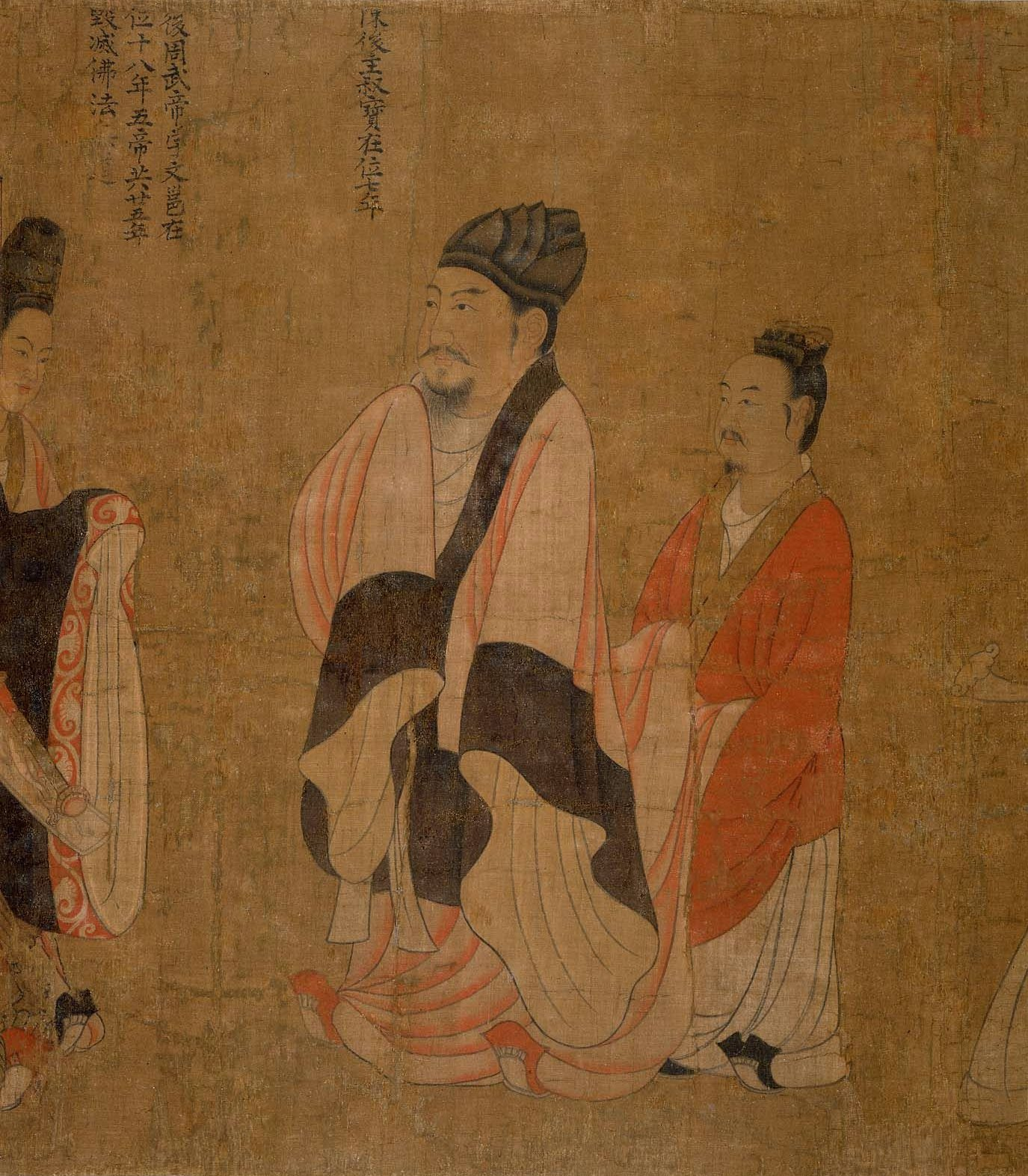
Empereur Houzhu de la Dynastie Chen
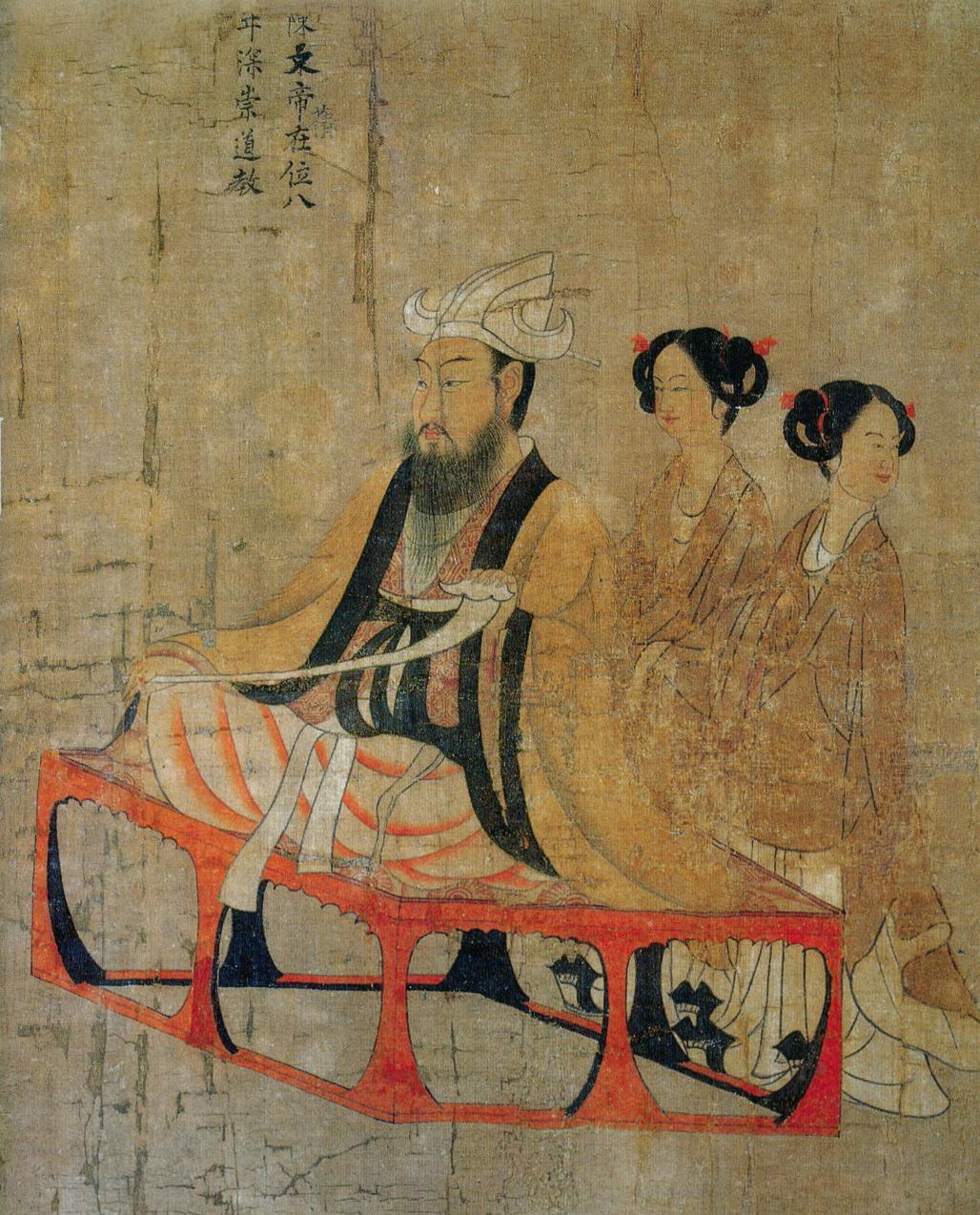
Empereur Chen Qian de la Dynastie Chen
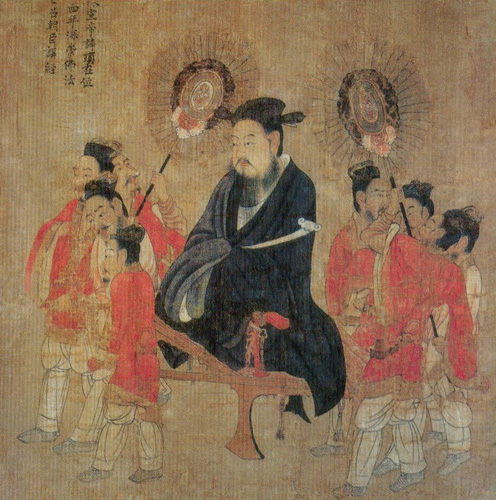
Empereur Xuandi de la Dynastie Chen
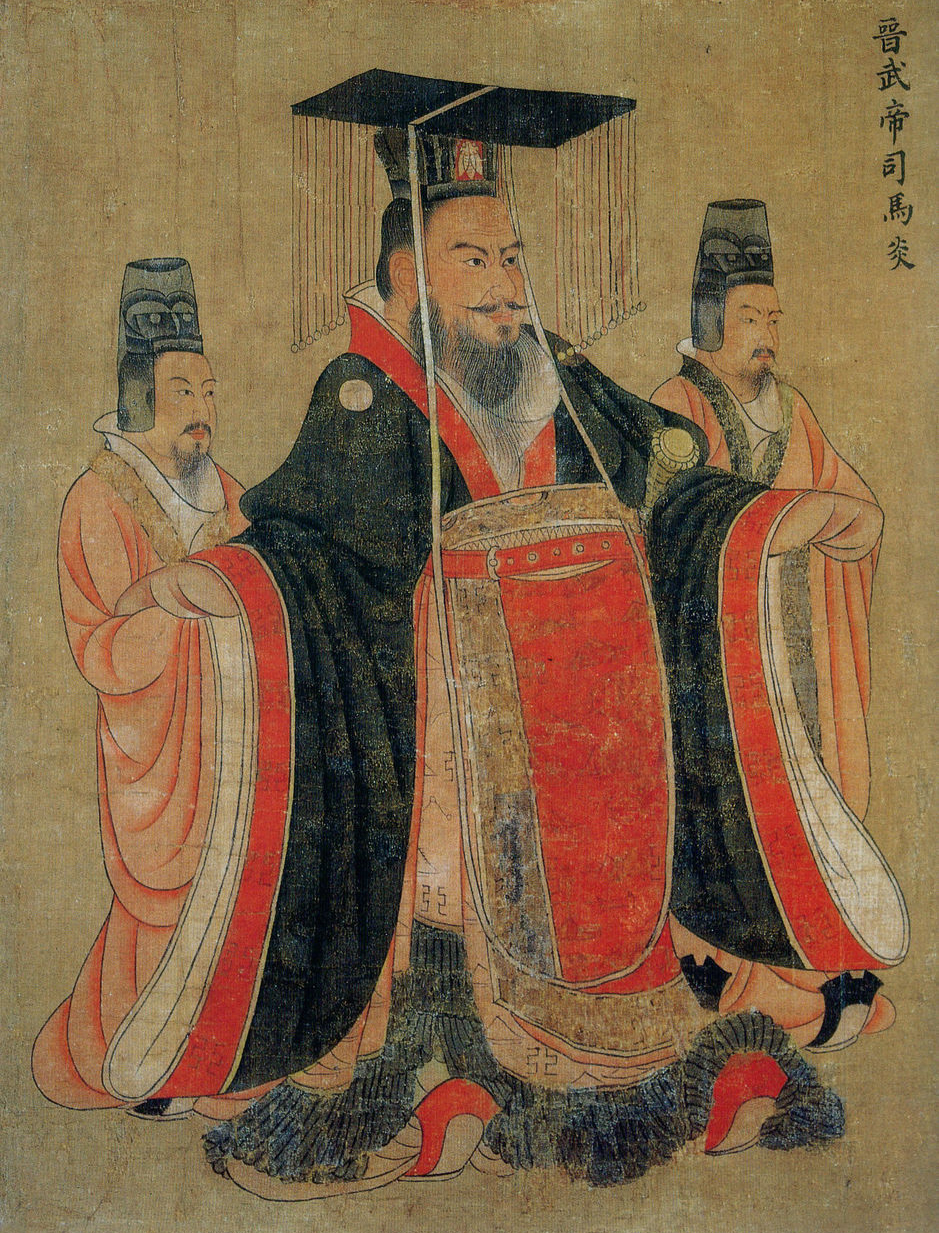
Empereur Wu de la Dynastie Jin
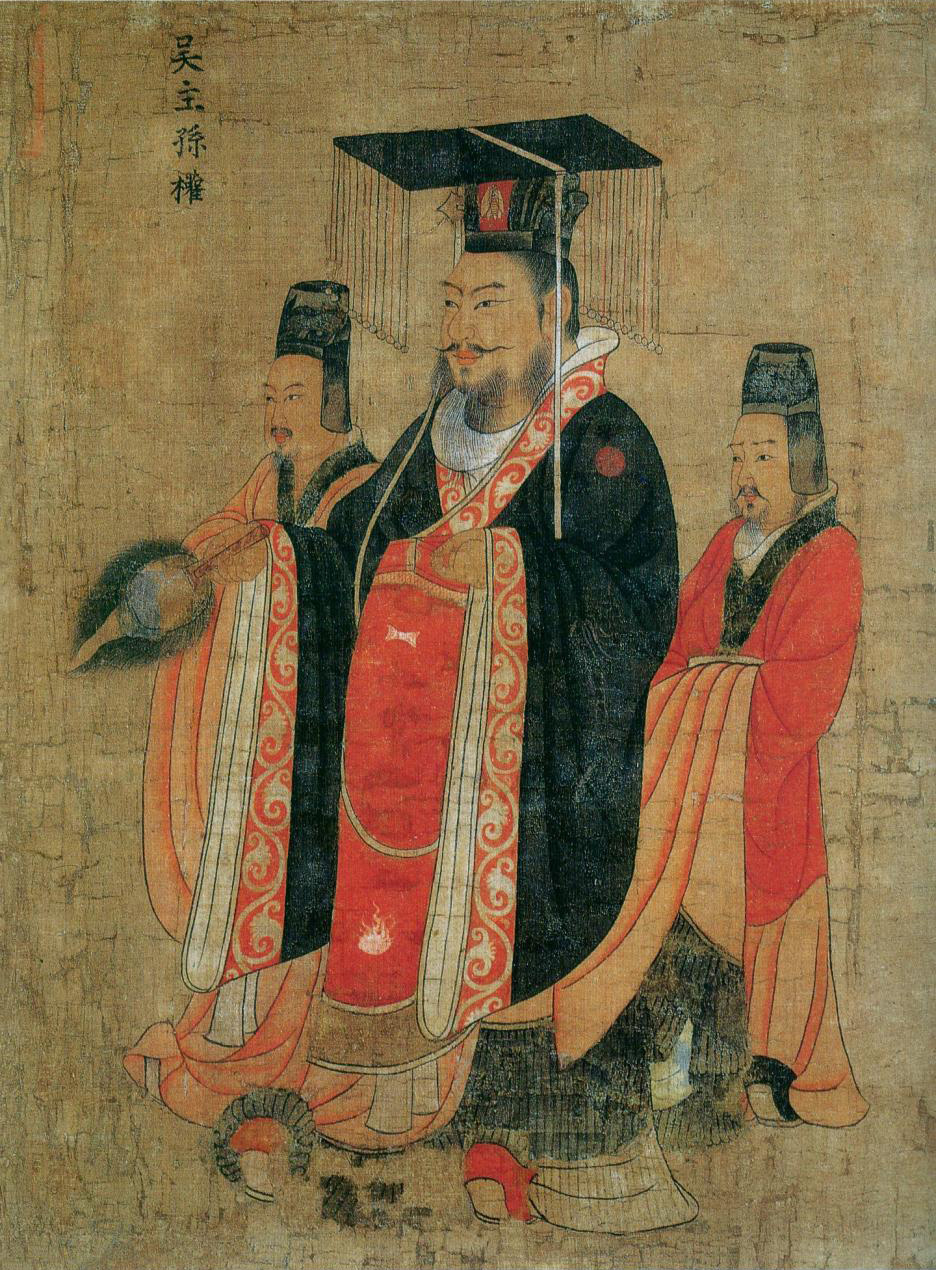
Empereur Sun Quan de la dynastie des Wu occidentaux
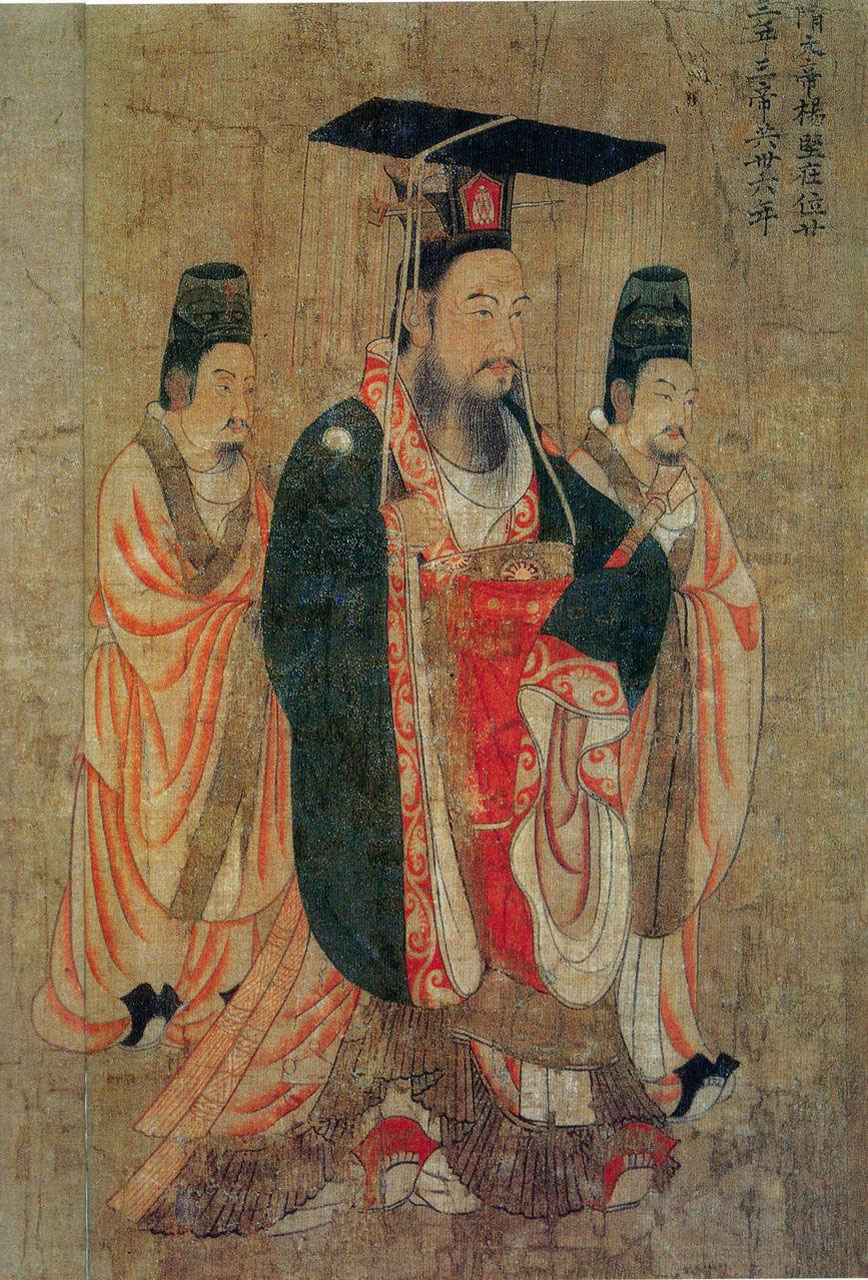
Empereur Sui Wendi de la Dynastie Sui
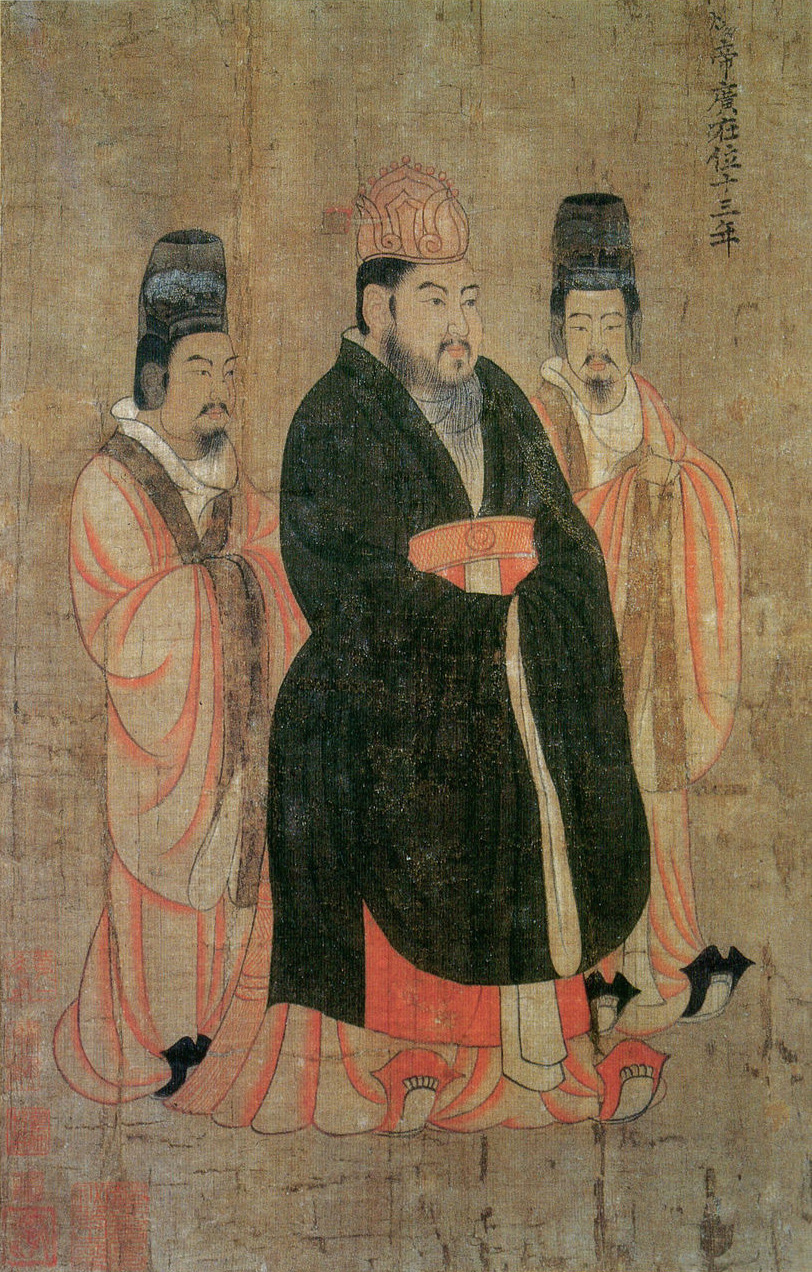
Empereur Yangdi de la Dynastie Sui
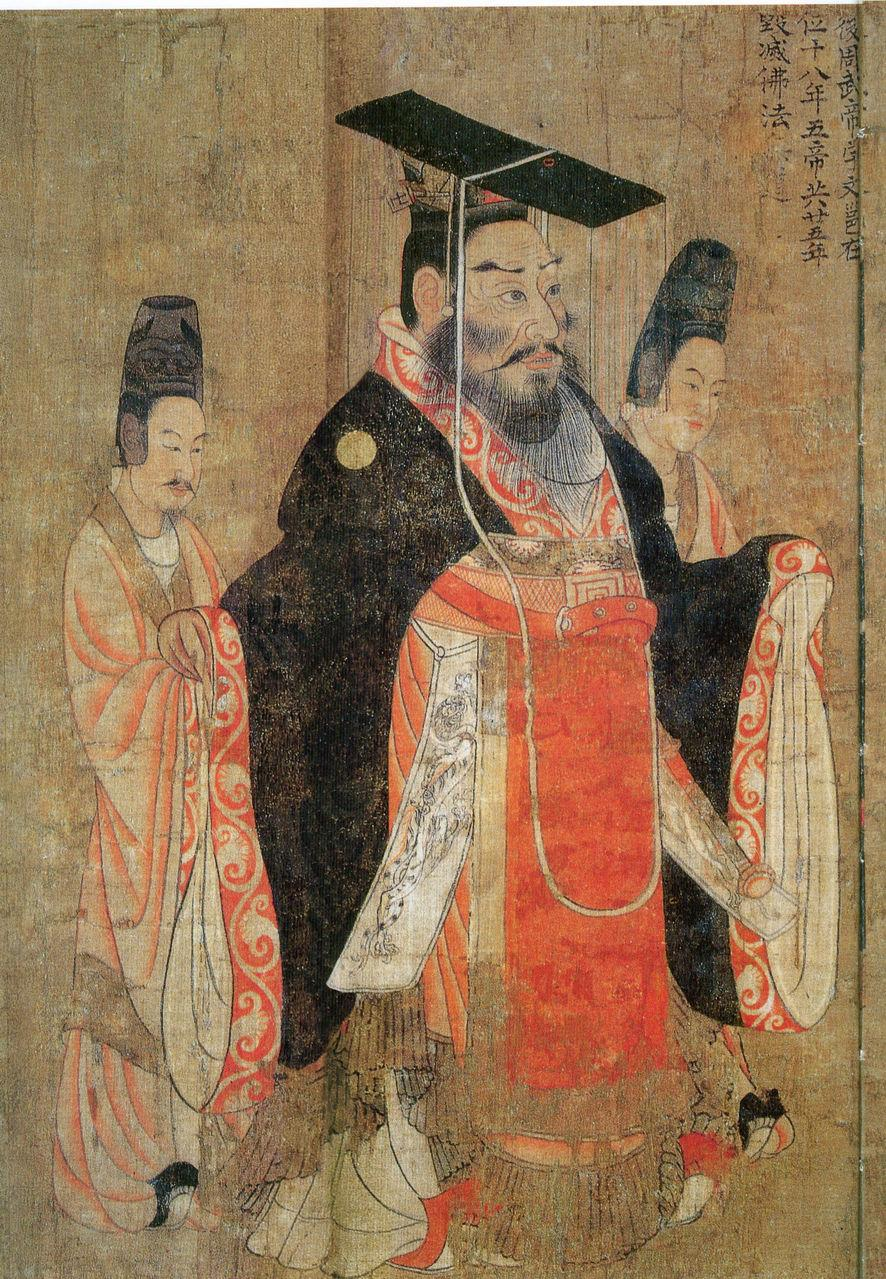
Empereur Wudi de la Dynastie Zhou du Nord
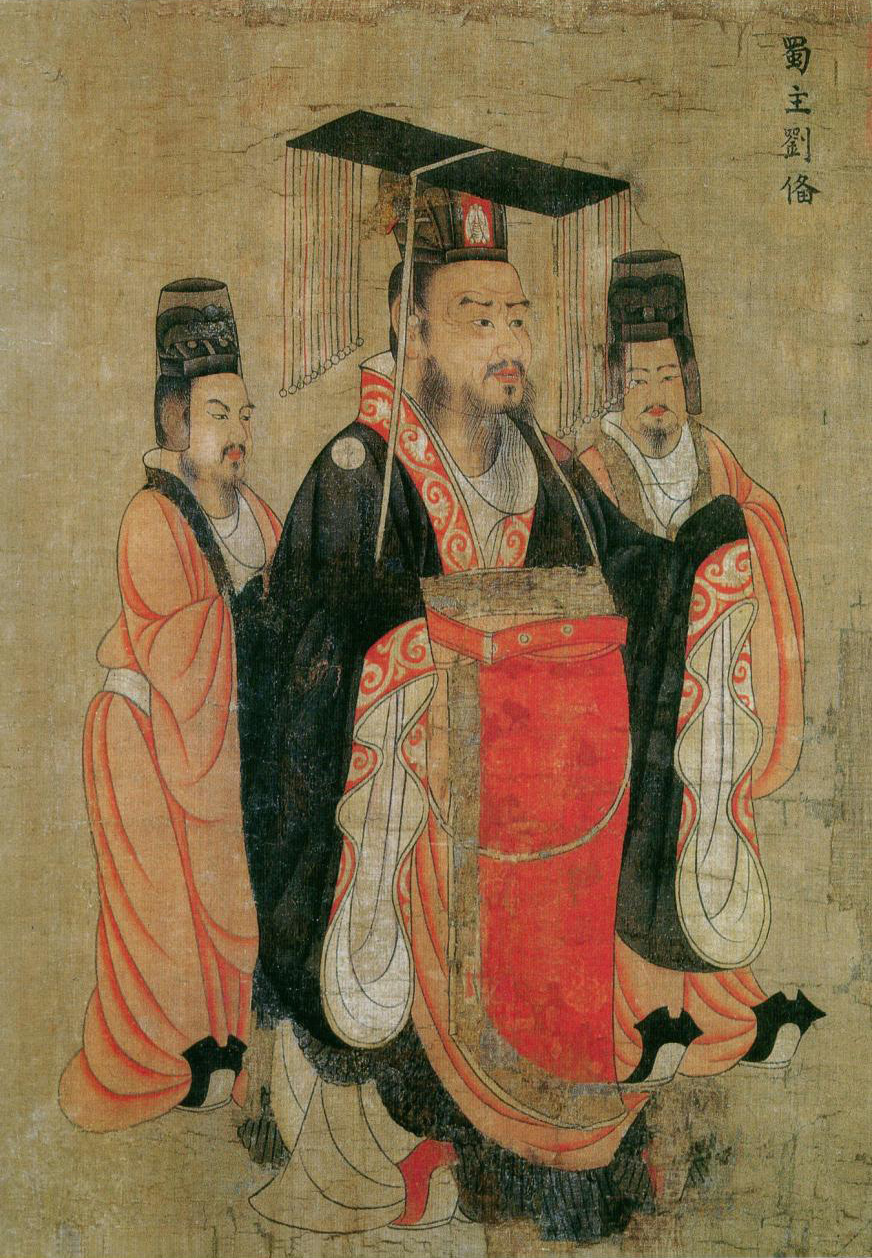
Empereur Zhaolie de Shu de la Dynastie Han
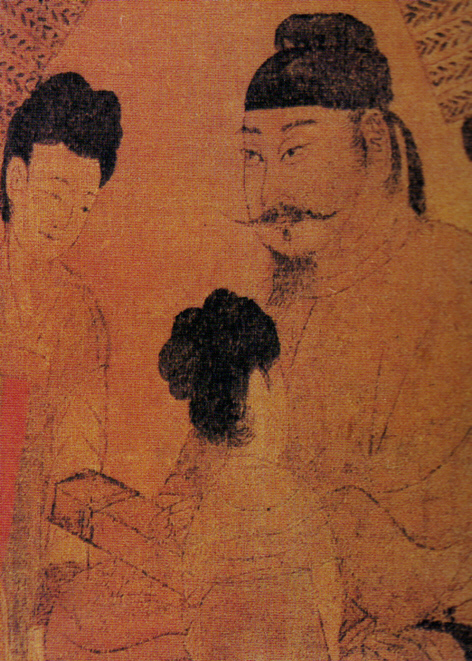
Empereur Taizong de la Dynastie Tang